# شهرستان لارنس (آلاباما)
شهرستان لارنس، آلاباما (به انگلیسی: Lawrence County, Alabama) شهرستانی در ایالات متحده آمریکا است که در آلاباما واقع شده‌است.

## خصوصیات
شهرستان لارنس ۱٬۸۵۷٫۰۳ کیلومترمربع مساحت دارد.